# دونغتشنغ
دونغتشنغ (بالصينية المبسطة: 东城 区؛ بالصينية التقليدية: 東城 區) هي محافظة في الصين تابعة إلى إقليم بكين. يبلغ عدد سكانها 919000 نسمة و ذلك حسب إحصائيات سنة 2010. تبلغ مساحتها 40.6 كم².

## توأمة
لدونغتشنغ اتفاقيات توأمة مع كل من:
- إيسي ليه مولينو منذ (1998 - )
- كيكيهار (15 أغسطس 1985 - )